# Pół księżyca
Pół księżyca - debiutancki album studyjny Katarzyny Skrzyneckiej. Został wydany w sierpniu 1998. Na płycie znajduje się dwanaście utworów w stylistyce popowej.
Przy nagrywaniu materiału na album ze Skrzynecką pracowali m.in. Henryk Miśkiewicz, Andrzej Jagodziński, Michał Grymuza i Mariusz Mielczarek, zaś producentem był Piotr Rubik.

## Lista utworów
| L.p. | Tytuł                         | Długość |
| ---- | ----------------------------- | ------- |
| 1.   | Szkoda naszych łez            | 4:42    |
| 2.   | Kiedy rozum śpi               | 4:56    |
| 3.   | Wszystko czego sercu brak     | 4:12    |
| 4.   | Feelings                      | 3:55    |
| 5.   | Mimo to                       | 4:20    |
| 6.   | Tracę czas                    | 4:20    |
| 7.   | Senni                         | 4:34    |
| 8.   | Czas nie leczy wszystkich ran | 4:39    |
| 9.   | Fuego de la pasion            | 5:20    |
| 10.  | Nie żałuj                     | 3:52    |
| 11.  | Bądźmy oazą                   | 3:54    |
| 12.  | Pół księżyca                  | 3:35    |